# 497 هـ
497 هـ هي سنة في التقويم الهجري امتدت مقابلةً في التقويم الميلادي بين سنتي 1103 و1104.

## مواليد
- ابن المتقنة

## وفيات
- ابن الموصلايا

- دقماق بن تتش